# The Star Virus
The Star Virus este primul roman științifico-fantastic al scriitorului englez Barrington J. Bayley, extins dintr-o povestire a sa din 1964 publicată inițial în revista New Worlds. Intriga se concentrează pe încercările umanității, virusul stelar din titlu, de a trece de o barieră aflată în jurul galaxiei. Romanul a apărut în 1970 la editura Ace Books într-o ediție Ace Double împreună cu Mask of Chaos de Jack Gaughan. 

## Semnificație și recepție literară
Rhys Hughes a spus că romanul a fost „ușor interesant”, dar a dat vina pe nerăbdarea sa, lipsa de explicații satisfăcătoare și „încercarea sa de a muta etica dezastrului epic”. Cu toate acestea, el observă, de asemenea, că tonul pesimist al romanului a influențat scriitori precum M. John Harrison.
În mod similar, John Clute a recunoscut influența romanului „complex și oarecum sumbru” asupra SF-ului britanic, deși adaugă că cititorii operei spațiale convenționale ar fi putut fi înstrăinați de stilul și tonul lui Bayley.
William S. Burroughs a folosit conceptul de „deadliners” din The Star Virus în propriul său roman din 1964 Nova Express, citând povestirea lui Bayley în revista New Worlds. 

## Vezi și
- 1970 în științifico-fantastic